# کریم‌آباد (ملایر)
کریم‌آباد (ملایر)، روستایی از توابع بخش جوکار شهرستان ملایر در استان همدان ایران است.

## جمعیت
این روستا در دهستان ترک غربی قرار دارد و براساس سرشماری مرکز آمار ایران در سال ۱۳۹۵، جمعیت آن ۱۰۹ نفر (۱۲۷خانوار) بوده‌است.
مردم روستای کریم آباد به زبان  ترکی آذربایجانی  تکلم می کنند